# Phygadeuon kochiensis
Phygadeuon kochiensis là một loài tò vò trong họ Ichneumonidae.